# Gerardo Alcoba
Gerardo Alcoba Rebollo (Montevideo, 25 novembre 1984) è un ex calciatore uruguaiano, di ruolo difensore.

## Caratteristiche tecniche
È un difensore centrale.

## Carriera

### Club
Dopo aver giocato con il Montevideo Wanderers, nel 2007 si trasferisce al Peñarol. Nel 2012 si trasferisce al Colón (SF) in prestito con diritto d'acquisto

### Nazionale
Nel 2008 ottiene 2 presenze con la nazionale uruguaiana.

## Statistiche

### Cronologia presenze e reti in Nazionale
| Cronologia completa delle presenze e delle reti in nazionale ― Uruguay | Cronologia completa delle presenze e delle reti in nazionale ― Uruguay | Cronologia completa delle presenze e delle reti in nazionale ― Uruguay | Cronologia completa delle presenze e delle reti in nazionale ― Uruguay | Cronologia completa delle presenze e delle reti in nazionale ― Uruguay | Cronologia completa delle presenze e delle reti in nazionale ― Uruguay | Cronologia completa delle presenze e delle reti in nazionale ― Uruguay | Cronologia completa delle presenze e delle reti in nazionale ― Uruguay |
| Data                                                                   | Città                                                                  | In casa                                                                | Risultato                                                              | Ospiti                                                                 | Competizione                                                           | Reti                                                                   | Note                                                                   |
| ---------------------------------------------------------------------- | ---------------------------------------------------------------------- | ---------------------------------------------------------------------- | ---------------------------------------------------------------------- | ---------------------------------------------------------------------- | ---------------------------------------------------------------------- | ---------------------------------------------------------------------- | ---------------------------------------------------------------------- |
| 25-5-2008                                                              | Bochum                                                                 | Turchia                                                                | 2 – 3                                                                  | Uruguay                                                                | Amichevole                                                             | -                                                                      |                                                                        |
| 20-8-2008                                                              | Sapporo                                                                | Giappone                                                               | 1 – 3                                                                  | Uruguay                                                                | Amichevole                                                             | -                                                                      |                                                                        |
| Totale                                                                 |                                                                        | Presenze                                                               | 2                                                                      |                                                                        | Reti                                                                   | 0                                                                      |                                                                        |

## Palmarès

### Club

#### Competizioni nazionali
- Campionato uruguaiano: 1

Peñarol: 2009-2010
- Copa de la Superliga: 1

Tigre: 2019